# Sepanjang (Gondanglegi)
Sepanjang is een bestuurslaag in het regentschap Malang van de provincie Oost-Java, Indonesië. Sepanjang telt 12.228 inwoners (volkstelling 2010).